# Szklerit
A szklerit (görögül skleros, azaz „kemény”) megkeményedett testrész elnevezése. A biológia különböző területein használatos, így nevezik a szivacsok elmeszesedett részeit is, de leggyakrabban az ízeltlábúak külső vázának a megkeményedett részeire utalnak vele.
Az ízeltlábúaknál a megnövekedett keménységet a külső vázban lévő fehérjeláncok keresztirányban kialakuló kötései okozzák – ezt a folyamatot nevezik szklerotizációnak.
Az ízeltlábúak külső váza nem szklerotizált, hártyás területekre és az ezek által összekötött szkleritekre oszlik. A szkleritek pontos alakja, elrendezése adja azokat a morfológiai jellemzőket, amik az ízeltlábúak filogenetikus kapcsolatainak meghatározására szolgálnak. Ez adja az alapját az ízeltlábú-rendszertannak, oly módon, hogy a taxonómus megkísérli a különböző leszármazási vonalak szkleritjeinek homológiáit, hogyan veszítették el őket, keletkeztek újak, összeolvadtak, osztódtak vagy változtak meg a természetes szelekció során. Például, a rovarok rágója (mandibula) a különböző rovarrendekben nagyon eltérő formát ölthet, de az összes variáció homológ (közös őstől származás miatt hasonló).
Szkleritnek nevezik még azokat az üreges, kalcium-karbonátból, kalcium-szulfátból vagy kalcium-foszfátból álló lemezeket, amik egyes kora kambrium időszakban élt állatok páncélját alkották. Eltérően a szivacsok tűitől (spicula), ezek a kora kambriumi szkleritek nem belső strukturális elemek, hanem külső páncélborítás.
Szkleriteket különféle ősállatokon találtak, köztük egy elterjedt, szivacsszerű állaton (Chancelloria), egy páncélozott meztelencsigaszerű alakon (Wiwaxia), egy páncélos férgen, ami egy pár, a pörgekarúakéhoz hasonló kagylót viselt (Halkieria), és egy másik páncélos férgen (Microdictyion), amit általánosan Lobopodia-nak vagy Onychophora-nak tartanak.
Felmerül, hogy a kambrium kori Wiwaxia génusz szkleritjei homológok a gyűrűsférgek sertéivel.
Legalább egy, meleg mélytengeri áramlat közelében élő modern csigafaj létezik, aminek vas-szulfidokból álló struktúrái hasonlítanak egyes kambriumi szkleritekhez, bár feltehetőleg nem homológok azokkal.

## Egyéb jelentése
A visszérbetegség injekciós kezelését is szklerotizációnak vagy szklerotizálásnak nevezik.
A sclerosis multiplex nevű idegrendszeri betegségben „szklerotikus gócok” (léziók) alakulnak ki az agy fehérállományában és a gerincvelőben.

## Fordítás
- Ez a szócikk részben vagy egészben a Sclerite című angol Wikipédia-szócikk ezen változatának fordításán alapul.  Az eredeti cikk szerkesztőit annak laptörténete sorolja fel. Ez a jelzés csupán a megfogalmazás eredetét és a szerzői jogokat jelzi, nem szolgál a cikkben szereplő információk forrásmegjelöléseként.